# Lewan Ghoghoberidze
Lewan Ghoghoberidze (ur. 9 stycznia?/21 stycznia 1896 we wsi Pridonaan-Dżichaiszi w rejonie Kutaisi, zm. 21 marca 1937) – radziecki i gruziński polityk, I sekretarz KC Komunistycznej Partii (bolszewików) Gruzji w 1930.

## Życiorys
Pochodził z rodziny szlacheckiej, studiował w Petersburskim Instytucie Politechnicznym, w 1916 wstąpił do SDPRR(b), 1917 zastępca przewodniczącego i przewodniczący miejscowej rady, w 1918 członek Biura Komitetu SDPRR(b) w Baku i członek Kaukaskiego Krajowego Komitetu RKP(b), w 1921 przewodniczący komitetu rewolucyjnego w Tbilisi, następnie sekretarz wykonawczy Komitetu RKP(b) w Tbilisi, w latach 1923–1924 zastępca przewodniczącego Rady Komisarzy Ludowych Gruzińskiej SRR, 1924–1925 sekretarz wykonawczy Komitetu Obwodowego RKP(b) w Adżarii, 1925–1926 pełnomocnik przedstawicielstwa ZSRR we Francji, od 1926 do 6 maja 1930 sekretarz KC Komunistycznej Partii (bolszewików) Gruzji. Od 6 maja do 20 listopada 1930 I sekretarz KC KP(b)G. W latach 1930–1934 studiował w Instytucie Czerwonej Profesury, następnie funkcjonariusz partyjny w Jejsku i innych miastach nad Morzem Azowskiem i Morzem Czarnem. Do grudnia 1936 I sekretarz rejonowego komitetu WKP(b) w Rostowie nad Donem. 14 grudnia 1936 aresztowany, następnie rozstrzelany. Pośmiertnie zrehabilitowany.